# Trois règles de discipline et huit points d'attention
 (avril 2025).
La mise en forme du texte ne suit pas les recommandations de Wikipédia : il faut le « wikifier ».
Les points d'amélioration suivants sont les cas les plus fréquents :
- Les titres sont pré-formatés par le logiciel. Ils ne sont ni en capitales, ni en gras.
- Le texte ne doit pas être écrit en capitales (les noms de famille non plus), ni en gras, ni en italique, ni en « petit »…
- Le gras n'est utilisé que pour surligner le titre de l'article dans l'introduction, une seule fois.
- L'italique est rarement utilisé : mots en langue étrangère, titres d'œuvres, noms de bateaux, etc.
- Les citations ne sont pas en italique mais en corps de texte normal. Elles sont entourées par des guillemets français : « et ».
- Les listes à puces sont à éviter, des paragraphes rédigés étant largement préférés. Les tableaux sont à réserver à la présentation de données structurées (résultats, etc.).
- Les appels de note de bas de page (petits chiffres en exposant, introduits par l'outil «  Source ») sont à placer entre la fin de phrase et le point final[comme ça].
- Les liens internes (vers d'autres articles de Wikipédia) sont à choisir avec parcimonie. Créez des liens vers des articles approfondissant le sujet. Les termes génériques sans rapport avec le sujet sont à éviter, ainsi que les répétitions de liens vers un même terme.
- Les liens externes sont à placer uniquement dans une section « Liens externes », à la fin de l'article. Ces liens sont à choisir avec parcimonie suivant les règles définies. Si un lien sert de source à l'article, son insertion dans le texte est à faire par les notes de bas de page.
- La présentation des références doit suivre les conventions bibliographiques. Il est recommandé d'utiliser les modèles {{Ouvrage}}, {{Chapitre}}, {{Article}}, {{Lien web}} et/ou {{Bibliographie}}. Le mode d'édition visuel peut mettre en forme automatiquement les références.
- Insérer une infobox (cadre d'informations à droite) n'est pas obligatoire pour parachever la mise en page.

Pour une aide détaillée, merci de consulter Aide:Wikification.
Si vous pensez que ces points ont été résolus, vous pouvez retirer ce bandeau et améliorer la mise en forme d'un autre article.
 (avril 2025).
Les Trois règles de discipline et huit points d'attention (chinois : 三大纪律八项注意 ; pinyin : Sān dà jìlǜ bā xiàng zhùyì) est une doctrine militaire publiée en 1928 par Mao Zedong et ses associés à l'intention de l'Armée rouge chinoise pendant la guerre civile chinoise. Le contenu varie légèrement d'une version à l'autre. L'une des principales caractéristiques de cette doctrine est le respect des civils en temps de guerre. La version suivante a été obtenue auprès de Stephen Uhalley en 1975.

## Contenu
Les trois règles sont : 
- Obéissez rapidement aux ordres ;
- Pas de confiscation des biens des personnes ;
- Remettez rapidement et directement aux autorités tous les objets confisqués à l'ennemi.

Les huit points d'attention sont : 
- Soyez poli lorsque vous parlez ;
- Soyez honnête lorsque vous achetez et vendez ;
- Rendez tous les articles empruntés ;
- Payez une compensation pour tout ce qui a été endommagé ;
- Ne frappez pas les autres et ne jurez pas ;
- N'endommagez pas les récoltes ;
- Ne harcelez pas les femmes ;
- Ne maltraitez pas les prisonniers.

Ces règles étaient appliquées par les commissaires politiques et permettaient d'assurer la discipline de l'armée vis-à-vis de la population.

## Histoire
Ces injonctions étaient généralement respectées et, selon l'historien Stephen Uhalley, elles ont fait de l'Armée rouge chinoise une armée exceptionnellement populaire. L'attitude des Trois règles et des Huit points contrastait fortement avec celle des armées nationalistes du Kuomintang dirigées par Tchang Kai-Chek lors de la guerre civile chinoise. Par exemple, les armées nationalistes avaient tendance à s'installer dans des maisons civiles sans autorisation, à être grossières et irrespectueuses envers les civils, et parfois même à confisquer du matériel aux paysans afin de s'approvisionner. L'Armée rouge chinoise, en revanche, en vertu des Trois points de discipline et des Huit points d'attention, demandait l'autorisation de s'approvisionner et de s'installer dans les maisons, et toute confiscation des biens des paysans constituait une exception et les contrevenants étaient rapidement punis. Le respect de cette discipline était durement appliqué. Par exemple, les soldats de l'Armée rouge étaient fusillés sur place s'ils étaient surpris en train de piller les maisons des paysans.
De nombreux villageois impressionnés ont volontairement donné des vivres et un abri à l'Armée rouge, ce qui a grandement contribué à ses efforts de guerre. En fin de compte, de nombreux villageois et leurs fils et filles rejoignent l'Armée rouge, qui dispose ainsi d'une main-d'œuvre suffisante pour combattre les Japonais et le Kuomintang.
Après la confiscation des biens des seigneurs de la guerre, il était courant que ces biens soient redistribués à la population et qu'ils servent à approvisionner l'Armée rouge chinoise. En conséquence, les paysans avaient tendance à désinformer le Kuomintang lorsqu'il arrivait à la poursuite de l'Armée rouge chinoise, tout en offrant l'hospitalité à l'Armée rouge chinoise lorsqu'elle arrivait dans les villages.
Cette doctrine contrastée par rapport au Kuomintang est inévitablement devenue l'une des principales raisons du soutien de la population chinoise, et donc de la victoire de l'Armée rouge chinoise sur le Kuomintang en 1949. Le soutien du peuple à l'Armée rouge s'est avéré plus important que les effectifs bruts dont bénéficiait initialement le Kuomintang.